# 23e régiment de marche de volontaires étrangers
Le 23e régiment de marche de volontaires étrangers est une ancienne unité militaire de la Légion étrangère.

## Histoire

### Création
Le régiment est fondé en septembre 1939 avec des républicains espagnols réfugiés en France avec la Guerre d'Espagne. 

### Campagne de France
Le 6 juin 1940, le 23e RMVE arrive près de Villers-Cotterêts et est affecté à la 8e DI. Il est engagé au sud de Soissons le 7 juin 1940 puis les 15 et 16 juin à Pont-sur-Yonne et le 22 juin 1940. A la cessation des hostilités, le 25 juin, il se trouve à La Châtre.

### Dissolution
Le 23e RMVE est dissous le 12 août 1940 au camp de Septfonds.